# Афганська кухня

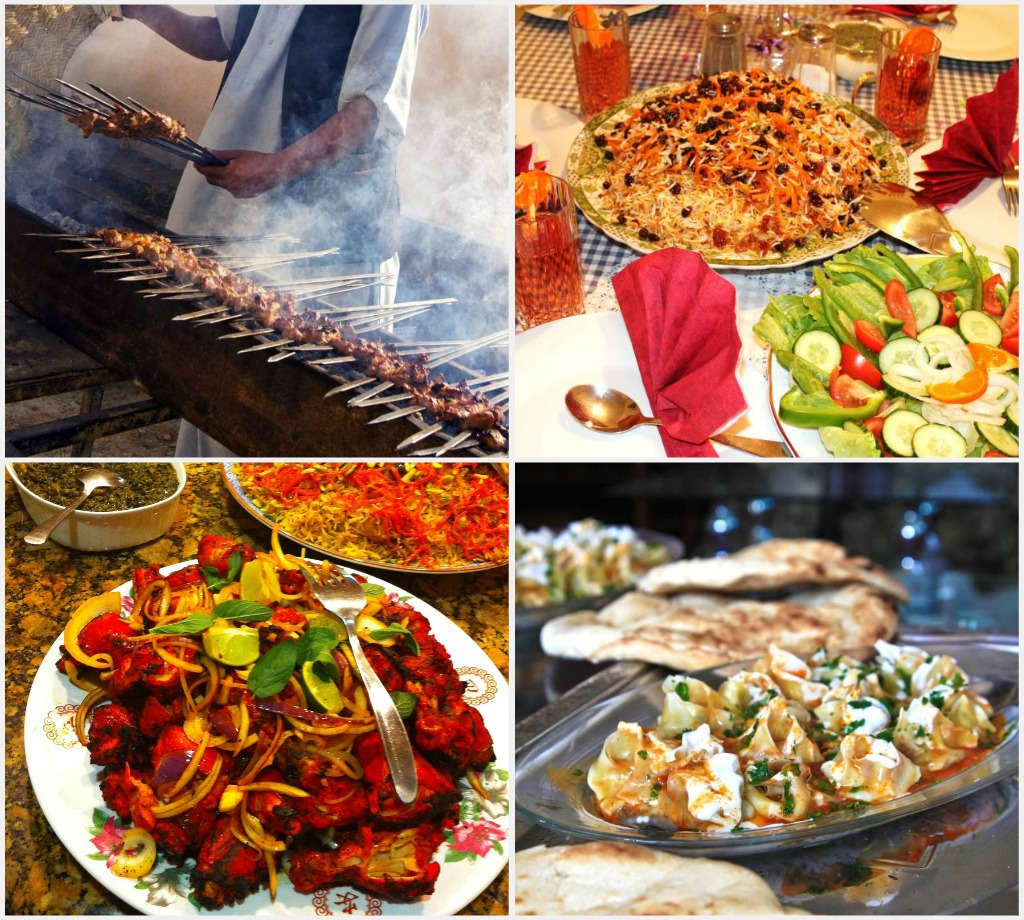
Деякі з популярних страв афганської кухні, зліва направо: баранячий кебаб; плов; курчата тандурі; манти (пельмені)

Афганська кухня — кулінарні традиції Афганістану і народів, що населяють цю країну (пуштунів, таджиків, туркменів, хазарейці, узбеків та інших). Національні кулінарні особливості відображають його етнічне і географічне розмаїття — Афганістан знаходиться на перетині шляхів з Далекого Сходу до Ірану і з Середньої Азії на Індійський субконтинент, через нього проходив Великий шовковий шлях. В результаті афганська кухня увібрала безліч різноманітних традицій, в ній часто використовуються інгредієнти та технології сусідніх регіонів.

## Злаки, фрукти і овочі
Основою дієти афганців є зернові культури, такі як пшениця, кукурудза та ячмінь, на півночі, в Гіндукуші, і на сході (Джелалабад), також рис. З них роблять локшину і коржики, найпопулярніші пшеничні — наан та чапаті, їх вживають як вприкуску з чаєм, так і використовують замість ложки під час трапези. Хліб печуть рано вранці, або в тандирі, або в місцевій пекарні (приносячи тісто із собою); місцеві жителі-кочівники для випікання хліба користуються металевим посудом.
Хліб із чаєм (в багатих сім'ях — також сиром, каймаком, медом і варенням) — звичайний сніданок для афганців. З допомогою хліба їдять не тільки тверду їжу, але і суп — занурюючи корж в нього. Бідняцький обід часто складається з бульйону і коржа. Восени з хлібом вживають виноград; ще одна традиційна страва з хлібом — каймак, варений з часником, сіллю і перцем, який кладуть на хліб.
Інші поширені страви з тіста — болани, манту, самса і пакора. Безліч популярних страв містять рис: в Афганістані відомо багато видів плову (Кабульський плов), а також рис використовують як гарнір до м'яса, тушкованим стравам, куруту і овочів — розсипчастий або клейкий; з розсипчастого довгозернистого рису роблять і десерт — рисовий пудинг «шола». З рисом подають моркву, апельсинову цедру, абрикоси, родзинки, мигдаль і фісташки. Часто їдять локшину та інші макаронні і хлібобулочні вироби. 
Афганістан — аграрна країна, там вирощують безліч фруктів, овочів і горіхів. За кордоном прославилися афганські дині, кавуни і місцевий виноград, який вживають як в сирому вигляді, так і у вигляді родзинок; також культивують гранати, сливи, вишню, шовковицю, айву, абрикоси, нектарини, яблука і груші; ріпчасту цибулю, картоплю, томати, баклажани, цибулю-шалот, стручкову квасолю, бамію, білокачанну і кольорову капусту, редис, гарбуз, кабачки і подібні овочі. У субтропіках Джелалабада ростуть банани, лимони та апельсини.
З нарізаних кубиками овочів та зелені роблять афганський салат.
Моркву, баклажани і лимони консервують в маринаді; абрикоси, персики, вишні, солодкий перець, коріандр і м'яту перетворюють в чатні. Горіхи (фісташки, мигдаль, волоські і кедрові горіхи) їдять як закуску до чаю і додають у випічку, плов і десерти.

## М'ясні і молочні продукти
Більшість населення Афганістану сповідує іслам, який забороняє вживання свинини в їжу; через це в місцевій кухні вона не використовується. На афганських столах найчастіше зустрічається баранина, також подають козлятину, яловичину, м'ясо буйвола і верблюда, курятину і дичину. Колись курятина вважалася їжею багатіїв, тому її багато імпортують з Ірану, Пакистану та Індії. Поширені баранячі кебаби різних видів: з реберець, з фаршу з картоплею і бобами, і так далі. Їдять також дичину — перепелів, качок, голубів і куріпок. Афганські узбеки і киргизи їдять конину. У їжу йдуть всі частини тварин, включаючи субпродукти; м'ясо також зав'ялюють. Через дорожнечу більшість їдять м'ясо 1-2 рази в тиждень.
Рибу майже не вживають, незважаючи на те, що місцеві річки повні форелі, коропів і сомів; морепродукти не їдять зовсім.

Важливу роль в афганській кухні грає коров'яче, буйволяче, овече та козяче молоко і кисломолочні продукти: йогурт (його вживають переважно як інгредієнт при приготуванні інших страв), курт, панір, каймак (його їдять з нааном або додають в чай). Молоко як продукт вживають дуже рідко, у спеку п'ють «дог» — йогурт, розведений водою, з м'ятою.

## Прянощі
Страви приправляють різними травами і прянощами — шафраном, анісом, кардамоном, корицею, червоним перцем, паприкою, гвоздикою, коріандром, китайським коричником, зірою, кропом, гуньбою, імбиром, калінджі, чорним перцем, маковим насінням, кунжутом, куркумою — при цьому на європейський смак вони не дуже гострі. На афганських полях вирощують багато асафетиди, але майже вся вона йде на експорт в Індію.
При приготуванні супів і тушкованих страв в них додають багато коріандру, м'яти, часнику і кропу, в десертах часто можна зустріти трояндову воду.

## Десерти і напої
Кожен прийом їжі завершують свіжі фрукти. Солодощі дуже дорогі і зустрічаються здебільшого у святковій трапезі. В Афганістані популярні рисові пудинги, наприклад, фірні; пахлава, печиво гош-філ, халва, солодкий «кебаб», званий «шовковим» — для його приготування збите яйце обережно наливають в розпечену олію так, щоб при цьому з рідини витягувалися тонкі нитки; приготовану страву поливають солодким сиропом і посипають фісташками. На Новруз готують компот із сухофруктів, що нагадує іранський хафт сін.
Цукрові буряки та цукрова тростина, які вирощують на півночі і сході країни відповідно, переробляють на цукор. Також популярна закуска «набот», що представляє собою льодяниковий цукор.
В Афганістані п'ють багато чаю — як чорного, так і зеленого. Напій з вареного зеленого чаю називають Кахва. У нього зазвичай додають цукор і кардамон і закушують мигдалем, молоко ж зустрічається переважно у святковому напої «каймак-чай», основними інгредієнтами якого є зелений чай і харчова сода — чай під її впливом стає рожевим; також в чашку додають каймак. Багато хто п'є чай, тримаючи в роті шматок льодяникового цукру. Важливу роль у соціальному житті афганців грає чайхана. Багаті сім'ї подають гостям фруктові соки, шербет і газовані напої.

## Приготування їжі
Афганські сім'ї часто дуже великі, через це приготування їжі представляє непросте завдання. Історично похід за продуктами вважався чоловічим заняттям, але в сучасному Афганістані це стало справою жінок і дітей; жінки ж зазвичай і готують, за винятком професійних кухарів, яких наймають в багатих сім'ях (вони майже завжди чоловіки). Приготування їжі, особливо м'яса, займає багато часу, так як відбувається на невеликому вогні.
Кухонні приналежності примітивні, печі в основному дров'яні, або заправляються газовими балонами; у деяких сім'ях є тандир. Холодильники зустрічаються рідко, складні прилади, такі як міксери, відсутні. У багатьох будинках немає водопроводу. Використовують сковороди, горщики, товкачі і ступки, а також качалки для тіста. Для вимірювання кількості інгредієнтів користуються особливими горщиками відомого об'єму, проте зазвичай їх додають «на око».
Традиційно для приготування їжі використовували курдючний жир, бавовняну олію або топлене вершкове масло; сучасні афганці готують на дхі та олії.
До складу багатьох афганських соусів входить цибуля, частіше червона, також сильно зажарену цибулю висушують, мелють і пізніше додають до страв, що готують.

## Вживання їжі

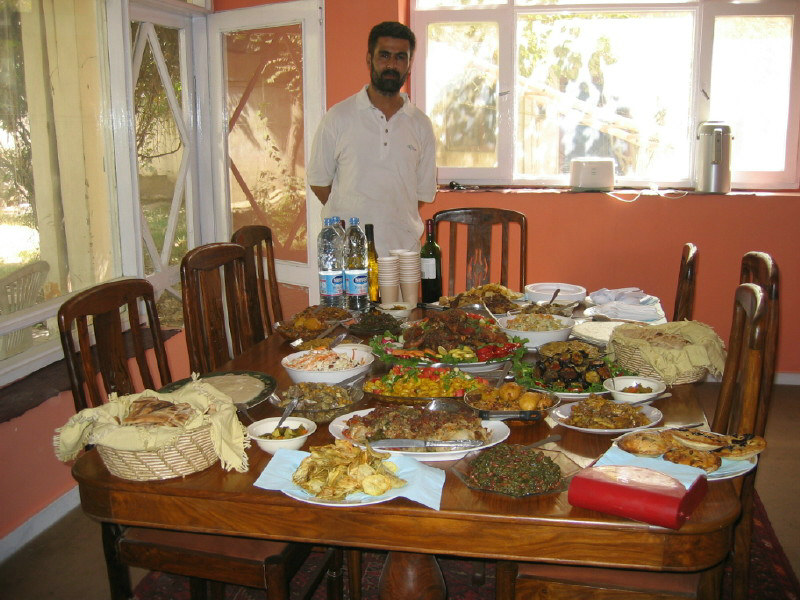
Накритий для гостей європейський стіл

За традицією в Афганістані їдять, сидячи на полу на подушках, і великими групами. На 3-4 чоловік ставлять велике блюдо з рисом, оточене тарілками по-менше з кормою (страва), кебабами і овочевими стравами. Їжу беруть правою рукою; рис при цьому скачують в грудочки і потім відправляють до рота.
Всю їжу подають одночасно; вживають спершу м'ясні страви, потім десерти. Після трапези подають спершу фрукти, а потім несолодкий чай з кардамоном.
Ресторани в основному зосереджені в Кабулі, вживання їжі поза домом не прийнято (за винятком чайхани і шашличних). З традиційного фаст-фуду, званого «табанг валу», поширені смажена кукурудза, коржі-болани з цибулею, солоний нут, квасоля, варена картопля, самса і родзинки, розмочені у воді. Інші види вуличної їжі подають у кіосках: фалуду, молочний десерт з локшиною, цукром, фісташками і трояндовою водою; смажену рибу із Джалебі (джалабією), тобто, пончиками; халім, круту кашу з м'ясним фаршем і цукром; сир з родзинками.
Чайхана — невелике кафе, в якому чоловіки збираються, щоб поговорити за чаєм, або, якщо заклад досить великий, і закусками на кшталт «шерва-е-чайнаки» (буквально «суп із чайника»): у чайник кладуть баранину, цибулю, горох, свіжий коріандр, сіль і перець, а потім повільно варять поруч з чайним самоваром або прямо на ньому. Поруч із багатьма чайханами знаходяться шашличні, в яких подають баранячий шашлик з цибулею, коріандром і помідорами, фрикадельки «кофта», баранину, смажену з невеликою кількістю солі і без спецій «шінварі», баранячі яйця та інші страви.

## Свята

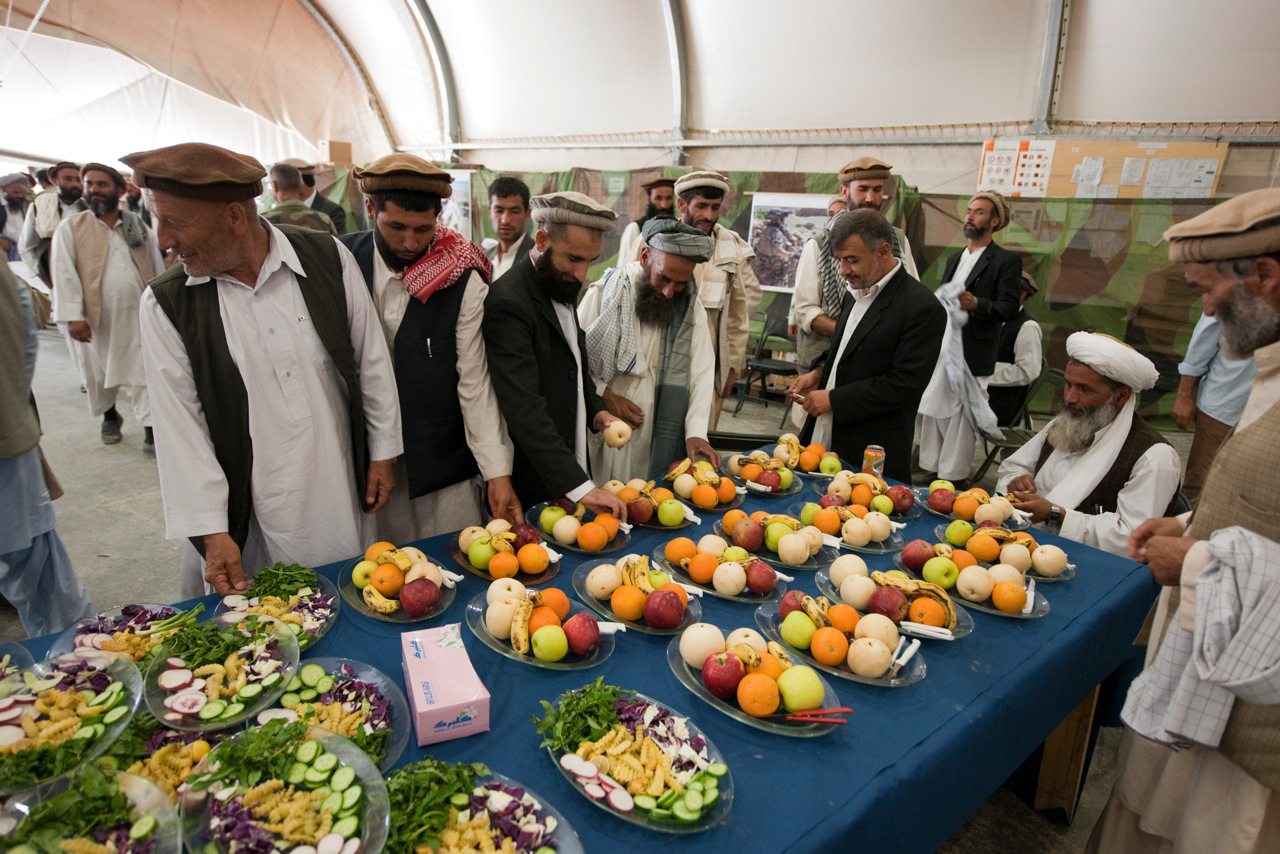
Ід-аль-Фитра в Афганістані

В Афганістані відзначають доісламський Новий рік (Науроз) і всі основні ісламські свята, а також народження дітей (особливо сина-первістка), обрізання, заручин і весілля.
Народження дітей супроводжується подачею спеціальних страв, які повинні зміцнити здоров'я породіллі: їй дають борошняний суп-«хумач», десерт з борошна «лити», особливу халву «качи», «ауш» (локшину, щедро приправлену часником) і «шола-е-хольба», солодка страва з клейкого рису з гуньбою.
На заручини сім'я нареченого приходить в гості до сім'ї нареченої, приносячи із собою подарунки та безліч солодощів, сім'я нареченої подає їм щедру вечерю і каймак-чай. Аналогічний бенкет відбувається під час весілля, але ще більшого масштабу; на стіл подають шовковий кебаб, зацукрований мигдаль, страву «моліда», що представляє собою солодку крупу, зроблену з цукру, борошна, масла і цукру з кардамоном і трояндовою водою, і безліч інших «щасливих» страв.
Мусульманський пост в Рамадан дотримуються всі афганці: поки не заходить сонце, вони утримуються від води і їжі, лише після настання темряви вони розговляються водою і сіллю, або фініками. Після цього подають безліч складних і дорогих страв: супів, манту, несолодку шолу, корму з м'ясом, овочеві страви, фрукти і чай. Перед світанком їдять ще раз, зазвичай хліб, чай, яйця, сир, каймак і консервовані овочі.
Під час Ід-аль-Фитра афганці відвідують родичів і п'ють з ними чай з особливими десертами: козинаки з волоськими горіхами і мигдалем («халва-е-сванак»), нугою з горіхами «шир-пайра», випічкою «гош-філ» («слоняче вухо»).
На Новий рік готують саманак з пророщених зерен пшениці, компот «хафт-міва», а також рисові тістечка «кульча-наурози» і рис зі шпинатом. Багато сімей виїжджають на пікнік, де жінки готують страви з рисом, а чоловіки смажать шашлики; після вживання цих страв п'ють чай з халвою. Халву також подають на похоронах.

## Популярність у світі
Біженці з Афганістану принесли свою кухню в різні країни світу. Так наприклад афганський бургер став популярною вуличною їжею в Пакистані.